# Hans Seyffert
Hans Seyffert (* 24. März 1921 in Berneuchen, Kr. Landsberg/Warthe; † 2. Oktober 2010 in Schleswig) war ein deutscher Klassischer Philologe und Bibliothekar.

## Wirken
Hans (eigentlich: Johannes) Seyffert studierte Klassische Philologie und Geschichte an der Universität Kiel und wurde dort 1949 bei Hans Diller promoviert. Das Staatsexamen legte er 1950 ab. Im gleichen Jahr trat er als Bibliotheksreferendar an der Universitätsbibliothek Kiel in die Ausbildung für den höheren Bibliotheksdienst ein und legte 1952 am Bibliothekar-Lehrinstitut des Landes Nordrhein-Westfalen die Fachprüfung ab. Von 1972 bis zu seinem Eintritt in den Ruhestand 1986 war er an der Universitätsbibliothek Kiel als Fachreferent für Klassische Philologie und Ausbildungsleiter tätig. 1976 wurde er zum Bibliotheksdirektor ernannt.
Seit 1958 hatte er einen Lehrauftrag an der Universität Kiel inne („Einführung in die Lektüre antiker Schriftsteller“).

## Veröffentlichungen
- Die Gleichnisse der Odyssee. Dissertation Universität Kiel 1949.
- Magazinierung wenig benutzter Literatur. Die Entwicklung der 'Storage Library' in Amerika und ihre Möglichkeiten in Deutschland (= Arbeiten aus dem Bibliothekar-Lehrinstitut des Landes Nordrhein-Westfalen, Bd. 1). Köln 1953.
- Über den Schlagwortkatalog der Universitätsbibliothek Kiel. In: Hermann Corsten (Hrsg.): Kölner Schule. Festgabe zum 60. Geburtstag von Rudolf Juchhoff (= Arbeiten aus dem Bibliothekar-Lehrinstitut des Landes Nordrhein-Westfalen, Bd. 7). Greven, Köln 1955, S. 127–139.
- Die Sachkataloge der Universitätsbibliothek. In: Christiana Albertina, Bd. 7 (1969), S. 26–30.
- mit Hans-Joachim Newiger (Hrsg.): Hans Diller / Kleine Schriften zur antiken Literatur. Beck, München 1971, ISBN 3-406-03356-3.
- (Hrsg. u. Übers.): Benzo von Alba: Sieben Bücher an Kaiser Heinrich IV. (= Monumenta Germaniae historicae. Scriptores 7, Bd. 65). Hahn, Hannover 1996, ISBN 3-7752-5386-6.